# Grand Prix automobile de Hongrie 2022
GP précédent GP suivant
Le Grand Prix automobile de Hongrie 2022 (Formula 1 Aramco Magyar Nagydíj 2022) disputé le 31 juillet 2022 sur le Hungaroring, est la 1070e épreuve du championnat du monde de Formule 1 courue depuis 1950. Il s'agit de la trente-septième édition du Grand Prix de Hongrie comptant pour le championnat du monde de Formule 1 et de la treizième manche du championnat 2022. Le Grand Prix de Hongrie est la dernière course avant la trêve estivale d'un mois. Lewis Hamilton y partage, avec Michael Schumacher au Grand Prix de France, le record de huit victoires sur la piste magyare.
Alors qu'en fin de Q3 le combat pour la pole position semble opposer les deux pilotes Ferrari, Max Verstappen étant hors du coup en raison d'une perte de puissance de son moteur, et que Carlos Sainz Jr. prend le meilleur sur Charles Leclerc, George Russell le coiffe au poteau. Le Britannique obtient son premier départ en tête à son 73e Grand Prix et offre à Mercedes sa première pole position de la saison. Surpris d'avoir réussi cet exploit, il devient le cent-cinquième poleman de la Formule 1. Russell devance Sainz de 44 millièmes de seconde et Lando Norris, auteur du quatrième temps, accompagne Leclerc en deuxième ligne. Sur piste sèche, alors que les troisièmes essais libres se sont déroulés sous l'averse, les Alpine se hissent en troisième ligne, Esteban Ocon devant Fernando Alonso. Lewis Hamilton, septième mais qui aurait fait beaucoup mieux si son DRS n'avait pas refusé de s'ouvrir, partage la quatrième ligne avec son ancien coéquipier Valtteri Bottas. Victime d'un problème moteur, Verstappen, dixième et dernier de la Q3, s'élance en cinquième ligne derrière Daniel Ricciardo.
Malgré un 360° effectué en piste, Max Verstappen, en profitant des errements stratégiques de Ferrari et des excellents choix de son équipe qui privilégie un départ en pneus tendres et deux arrêts pour chausser des gommes medium, remporte sa huitième victoire de la saison et la vingt-huitième de sa carrière en remontant neuf places. Il se ménage une telle avance au championnat avant les neuf dernières manches, qu'il fait déjà un pas vers un deuxième titre mondial. Lewis Hamilton, le plus rapide en piste en fin d'épreuve, termine deuxième et monte sur son cinquième podium consécutif. Comme en France une semaine plus tôt, son coéquipier George Russell l'accompagne sur le podium.
Parti de la pole position, Russell conserve la tête au premier virage, devant Sainz et Leclerc, alors qu'Hamilton dépasse d'emblée les Alpine puis Norris pour s'installer en quatrième position. Verstappen et Pérez remontent également vers l'avant de la course. Russell procède à son premier arrêt au seizième tour, suivi par Sainz. Leclerc chausse un train de pneus medium au vingt-et-unième tour, ressort devant son coéquipier, se cale dans les échappements de la W13 de Russell et prend la tête de la course au trente-et-unième tour grâce à un freinage tardif pour dépasser la Mercedes par l'extérieur du premier virage. 
La course bascule quand Verstappen procède à son deuxième arrêt au trente-huitième tour ; Ferrari, qui veut couvrir sa stratégie, arrête Leclerc au tour suivant et le chausse de pneus durs qui s'avèrent totalement inadaptés et provoquent, selon les termes du pilote, « un carnage » pour la tenue de route en particulier et pour sa course en général. En effet, au quarante-et-unième tour, Verstappen le double sans aucune difficulté. Une boucle plus tard, le Néerlandais, parti en toupie sur la piste, repart aussitôt à l'attaque de la Ferrari qu'il double, à nouveau, au quarante-sixième tour. Pendant ce temps, Sainz puis Hamilton ont pris la tête de la course avant de chausser, tous deux, des pneus tendres ; ils laissent dès lors Verstappen filer vers la victoire. Leclerc doit rentrer au stand pour la troisième fois au cinquante-quatrième tour pour s'équiper de gommes tendres plus efficaces et se retrouve sixième jusqu'à la ligne d'arrivée. Russell et Hamilton dépassent Sainz, puis le septuple champion du monde réalise le meilleur tour dans son cinquante-septième passage et prend la deuxième place, à cinq tours de l'arrivée, en dépassant son coéquipier. Sainz tente, sans succès, de revenir sur Russell, tout comme Pérez essaye de se rapprocher de Sainz et Leclerc du Mexicain. Ils finissent cet ordre, les pilotes Ferrari à nouveau hors du podium et Sergio Pérez intercalé au cinquième rang. Septième, mais très loin des pilotes des trois écuries qui le précèdent, Lando Norris est le dernier dans le tour du vainqueur. Les Alpine sont une nouvelle fois dans les points, Ocon huitième et Alonso neuvième ; Sebastian Vettel, qui vient d'annoncer sa retraite à l'issue de la saison, prend le dernier point restant devant son coéquipier Lance Stroll.  
Verstappen (258 points) possède désormais 80 unités d'avance (plus de trois Grands prix d'avance) sur Leclerc (178 points) à la trêve estivale. Troisième, Pérez (173 points) se rapproche de Leclerc ; suivent Russell (158 points), Sainz (156 points) et Hamilton (146 points). Bien plus loin, Norris (76 points) est septième devant Ocon (58 points), Bottas (46 points) et Alonso (41 points). Chez les constructeurs, Red Bull Racing (431 points) possède presque 100 points d'avance sur Ferrari (334 points) qui est désormais talonné par Mercedes (304 points). Alpine (99 points) est quatrième devant McLaren (95 points). Suivent Alfa Romeo (51 points), Haas (34 points), AlphaTauri (27 points), Aston Martin (20 points) et Williams (3 points).

## Pneus disponibles
| Pneus pour piste sèche | Pneus pour piste sèche | Pneus pour piste sèche | Pneus pluie    | Pneus pluie |
| ---------------------- | ---------------------- | ---------------------- | -------------- | ----------- |
| Durs (Type C2)         | Medium (Type C3)       | Tendres (Type C4)      | Intermédiaires | Pluie       |

## Essais libres

### Première séance, le vendredi de 14 h à 15 h
| Pos. | Pilote           | Voiture          | Chrono         | Écart     |
| ---- | ---------------- | ---------------- | -------------- | --------- |
| 1    | Carlos Sainz Jr. | Ferrari          | 1 min 18 s 750 |           |
| 2    | Max Verstappen   | Red Bull         | 1 min 18 s 880 | + 0 s 130 |
| 3    | Charles Leclerc  | Ferrari          | 1 min 19 s 039 | + 0 s 289 |
| 4    | Lando Norris     | McLaren-Mercedes | 1 min 19 s 299 | + 0 s 549 |
| 5    | George Russell   | Mercedes         | 1 min 19 s 606 | + 0 s 856 |
| 6    | Sergio Pérez     | Red Bull         | 1 min 19 s 622 | + 0 s 872 |

- Robert Kubica, pilote-essayeur pour Williams, remplace Valtteri Bottas au volant de l'Alfa Romeo C42 lors de cette séance d'essais[4].

### Deuxième séance, le vendredi de 17 h à 18 h
| Pos. | Pilote           | Voiture          | Chrono         | Écart     |
| ---- | ---------------- | ---------------- | -------------- | --------- |
| 1    | Charles Leclerc  | Ferrari          | 1 min 18 s 445 |           |
| 2    | Lando Norris     | McLaren-Mercedes | 1 min 18 s 662 | + 0 s 217 |
| 3    | Carlos Sainz Jr. | Ferrari          | 1 min 18 s 676 | + 0 s 231 |
| 4    | Max Verstappen   | Red Bull         | 1 min 18 s 728 | + 0 s 283 |
| 5    | Daniel Ricciardo | McLaren-Mercedes | 1 min 18 s 872 | + 0 s 427 |
| 6    | Fernando Alonso  | Alpine-Renault   | 1 min 19 s 049 | + 0 s 604 |

### Troisième séance, le samedi de 14 h à 15 h
| Pos. | Pilote          | Voiture           | Chrono         | Écart     |
| ---- | --------------- | ----------------- | -------------- | --------- |
| 1    | Nicholas Latifi | Williams-Mercedes | 1 min 41 s 480 |           |
| 2    | Charles Leclerc | Ferrari           | 1 min 42 s 141 | + 0 s 661 |
| 3    | Alexander Albon | Williams-Mercedes | 1 min 42 s 381 | + 0 s 901 |
| 4    | Max Verstappen  | Red Bull          | 1 min 43 s 205 | + 1 s 725 |
| 5    | George Russell  | Mercedes          | 1 min 43 s 434 | + 1 s 954 |
| 6    | Fernando Alonso | Alpine-Renault    | 1 min 43 s 570 | + 2 s 090 |

- Ces essais se déroulent sur une piste détrempée. La pluie redouble au milieu de la séance et les pilotes roulent en gommes maxi-pluie, puis le temps s'éclaircit ; les pilotes de la Williams FW44, en pneus intermédiaires, se mettent alors en évidence dans les dernières secondes sur une trajectoire s'asséchant avec le meilleur temps pour Nicholas Latifi et le troisième pour Alexander Albon[7].

## Séance de qualification

### Résultats des qualifications
| Pos.                                                                                      | Pilote           | Écurie                | Qualifications 1 | Qualifications 2 | Qualifications 3 |
| ----------------------------------------------------------------------------------------- | ---------------- | --------------------- | ---------------- | ---------------- | ---------------- |
| 1                                                                                         | George Russell   | Mercedes              | 1 min 18 s 407   | 1 min 18 s 154   | 1 min 17 s 377   |
| 2                                                                                         | Carlos Sainz Jr. | Ferrari               | 1 min 18 s 434   | 1 min 17 s 946   | 1 min 17 s 421   |
| 3                                                                                         | Charles Leclerc  | Ferrari               | 1 min 18 s 806   | 1 min 17 s 768   | 1 min 17 s 567   |
| 4                                                                                         | Lando Norris     | McLaren-Mercedes      | 1 min 18 s 653   | 1 min 18 s 121   | 1 min 17 s 769   |
| 5                                                                                         | Esteban Ocon     | Alpine-Renault        | 1 min 18 s 866   | 1 min 18 s 216   | 1 min 18 s 018   |
| 6                                                                                         | Fernando Alonso  | Alpine-Renault        | 1 min 18 s 716   | 1 min 17 s 904   | 1 min 18 s 078   |
| 7                                                                                         | Lewis Hamilton   | Mercedes              | 1 min 18 s 374   | 1 min 18 s 035   | 1 min 18 s 142   |
| 8                                                                                         | Valtteri Bottas  | Alfa Romeo-Ferrari    | 1 min 18 s 935   | 1 min 18 s 445   | 1 min 18 s 157   |
| 9                                                                                         | Daniel Ricciardo | McLaren-Mercedes      | 1 min 18 s 775   | 1 min 18 s 198   | 1 min 18 s 379   |
| 10                                                                                        | Max Verstappen   | Red Bull              | 1 min 18 s 509   | 1 min 17 s 703   | 1 min 18 s 823   |
| 11                                                                                        | Sergio Pérez     | Red Bull              | 1 min 19 s 118   | 1 min 18 s 516   |                  |
| 12                                                                                        | Zhou Guanyu      | Alfa Romeo-Ferrari    | 1 min 18 s 973   | 1 min 18 s 573   |                  |
| 13                                                                                        | Kevin Magnussen  | Haas-Ferrari          | 1 min 18 s 993   | 1 min 18 s 825   |                  |
| 14                                                                                        | Lance Stroll     | Aston Martin-Mercedes | 1 min 19 s 205   | 1 min 19 s 137   |                  |
| 15                                                                                        | Mick Schumacher  | Haas-Ferrari          | 1 min 19 s 164   | 1 min 19 s 202   |                  |
| 16                                                                                        | Yuki Tsunoda     | AlphaTauri-Red Bull   | 1 min 19 s 240   |                  |                  |
| 17                                                                                        | Alexander Albon  | Williams-Mercedes     | 1 min 19 s 256   |                  |                  |
| 18                                                                                        | Sebastian Vettel | Aston Martin-Mercedes | 1 min 19 s 273   |                  |                  |
| 19                                                                                        | Pierre Gasly     | AlphaTauri-Red Bull   | 1 min 19 s 527   |                  |                  |
| 20                                                                                        | Nicholas Latifi  | Williams-Mercedes     | 1 min 19 s 570   |                  |                  |
| Temps minimal à réaliser pour la qualification : 1 min 23 s 860 (107 % de 1 min 18 s 374) |                  |                       |                  |                  |                  |

### Grille de départ
- Pierre Gasly, auteur du dix-neuvième temps des qualifications, est pénalisé d'un recul en fond de grille après le changement, hors-quota, de son moteur thermique, du turbocompresseur, du MGU-K, du MGU-H, de la centrale électronique et de l'échappement de son AlphaTauri AT03[9]. Il s'élance finalement depuis la voie des stands car sa voiture a été modifiée sous le régime du parc fermé[10].

## Course

### Classement de la course
| Pos. | no | Pilote           | Écurie                | Tours | Temps/Abandon                      | Grille  | Points |
| ---- | -- | ---------------- | --------------------- | ----- | ---------------------------------- | ------- | ------ |
| 1    | 1  | Max Verstappen   | Red Bull              | 70    | 1 h 39 min 35 s 912 (184,720 km/h) | 10      | 25     |
| 2    | 44 | Lewis Hamilton   | Mercedes              | 70    | + 7 s 834                          | 7       | 18 + 1 |
| 3    | 63 | George Russell   | Mercedes              | 70    | + 12 s 337                         | 1       | 15     |
| 4    | 55 | Carlos Sainz Jr. | Ferrari               | 70    | + 14 s 579                         | 2       | 12     |
| 5    | 11 | Sergio Pérez     | Red Bull              | 70    | + 15 s 688                         | 11      | 10     |
| 6    | 16 | Charles Leclerc  | Ferrari               | 70    | + 16 s 047                         | 3       | 8      |
| 7    | 4  | Lando Norris     | McLaren-Mercedes      | 70    | + 1 min 18 s 300                   | 4       | 6      |
| 8    | 14 | Fernando Alonso  | Alpine-Renault        | 69    | + 1 tour                           | 6       | 4      |
| 9    | 31 | Esteban Ocon     | Alpine-Renault        | 69    | + 1 tour                           | 5       | 2      |
| 10   | 5  | Sebastian Vettel | Aston Martin-Mercedes | 69    | + 1 tour                           | 18      | 1      |
| 11   | 18 | Lance Stroll     | Aston Martin-Mercedes | 69    | + 1 tour                           | 14      |        |
| 12   | 10 | Pierre Gasly     | AlphaTauri-Red Bull   | 69    | + 1 tour                           | Pitlane |        |
| 13   | 24 | Zhou Guanyu      | Alfa Romeo-Ferrari    | 69    | + 1 tour                           | 12      |        |
| 14   | 47 | Mick Schumacher  | Haas-Ferrari          | 69    | + 1 tour                           | 15      |        |
| 15   | 3  | Daniel Ricciardo | McLaren-Mercedes      | 69    | + 1 tour (dont 5 s de pénalité)    | 9       |        |
| 16   | 20 | Kevin Magnussen  | Haas-Ferrari          | 69    | + 1 tour                           | 13      |        |
| 17   | 23 | Alexander Albon  | Williams-Mercedes     | 69    | + 1 tour                           | 17      |        |
| 18   | 6  | Nicholas Latifi  | Williams-Mercedes     | 69    | + 1 tour                           | 19      |        |
| 19   | 22 | Yuki Tsunoda     | AlphaTauri-Red Bull   | 68    | + 2 tours                          | 16      |        |
| Abd. | 77 | Valtteri Bottas  | Alfa Romeo-Ferrari    | 65    | Alimentation                       | 8       |        |

### Pole position et record du tour
- Pole position :  George Russell (Mercedes) en 1 min 17 s 377 (203,828 km/h)[12].
- Meilleur tour en course :  Lewis Hamilton (Mercedes) en 1 min 21 s 386 au cinquante-septième tour ; deuxième de la course, il remporte le point bonus associé au meilleur tour en course[13].

### Tours en tête
- George Russell (Mercedes) : 24 tours (1-15 / 22-30)[14]
- Carlos Sainz Jr. (Ferrari) : 8 tours (16 / 40-46)
- Charles Leclerc (Ferrari) : 14 tours (17-21 / 31-39)
- Lewis Hamilton (Mercedes) : 4 tours (47-50)
- Max Verstappen (Red Bull) : 20 tours (51-70)

## Classements généraux à l'issue de la course
| Pos. | Pilote           | Écurie                | Points |
| ---- | ---------------- | --------------------- | ------ |
| 1    | Max Verstappen   | Red Bull              | 258    |
| 2    | Charles Leclerc  | Ferrari               | 178    |
| 3    | Sergio Pérez     | Red Bull              | 173    |
| 4    | George Russell   | Mercedes              | 158    |
| 5    | Carlos Sainz Jr. | Ferrari               | 156    |
| 6    | Lewis Hamilton   | Mercedes              | 146    |
| 7    | Lando Norris     | McLaren-Mercedes      | 76     |
| 8    | Esteban Ocon     | Alpine-Renault        | 58     |
| 9    | Valtteri Bottas  | Alfa Romeo-Ferrari    | 46     |
| 10   | Fernando Alonso  | Alpine-Renault        | 41     |
| 11   | Kevin Magnussen  | Haas-Ferrari          | 22     |
| 12   | Daniel Ricciardo | McLaren-Mercedes      | 19     |
| 13   | Pierre Gasly     | AlphaTauri-Red Bull   | 16     |
| 14   | Sebastian Vettel | Aston Martin-Mercedes | 16     |
| 15   | Mick Schumacher  | Haas-Ferrari          | 12     |
| 16   | Yuki Tsunoda     | AlphaTauri-Red Bull   | 11     |
| 17   | Zhou Guanyu      | Alfa Romeo-Ferrari    | 5      |
| 18   | Lance Stroll     | Aston Martin-Mercedes | 4      |
| 19   | Alexander Albon  | Williams-Mercedes     | 3      |

| Pos. | Écurie                | Points |
| ---- | --------------------- | ------ |
| 1    | Red Bull              | 431    |
| 2    | Ferrari               | 334    |
| 3    | Mercedes              | 304    |
| 4    | Alpine-Renault        | 99     |
| 5    | McLaren-Mercedes      | 95     |
| 6    | Alfa Romeo-Ferrari    | 51     |
| 7    | Haas-Ferrari          | 34     |
| 8    | AlphaTauri-Red Bull   | 27     |
| 9    | Aston Martin-Mercedes | 20     |
| 10   | Williams-Mercedes     | 3      |

## Statistiques
Le Grand Prix de Hongrie 2022 représente :
- la 1re pole position de George Russell lors de son 73e Grand Prix ; il devient le 105e poleman de la discipline[17],[18]
- la 28e victoire de Max Verstappen, sa huitième de la saison[19] ;
- la 84e victoire de Red Bull[20] ;
- la 9e victoire de Red Bull en tant que motoriste[21].

Au cours de ce Grand Prix :
- Lewis Hamilton passe la barre des 4 300 points inscrits en Formule 1 (4 311,5 points)[22] ;
- Max Verstappen passe la barre des 1 800 points inscrits en Formule 1 (1 815,5 points)[23] ;
- Max Verstappen est élu « Pilote du jour » à l'issue d'un vote organisé sur le site officiel de la Formule 1[24] ;
- Lewis Hamilton, sur le podium pour la cinquième fois consécutive, porte son record à 188 podiums[25] ;
- Derek Warwick (146 départs en Grands Prix entre 1981 et 1993, quatre podiums, 71 points inscrits) est nommé conseiller par la FIA pour aider dans leurs jugements le groupe des commissaires de course[26].